# Víkingaheimar

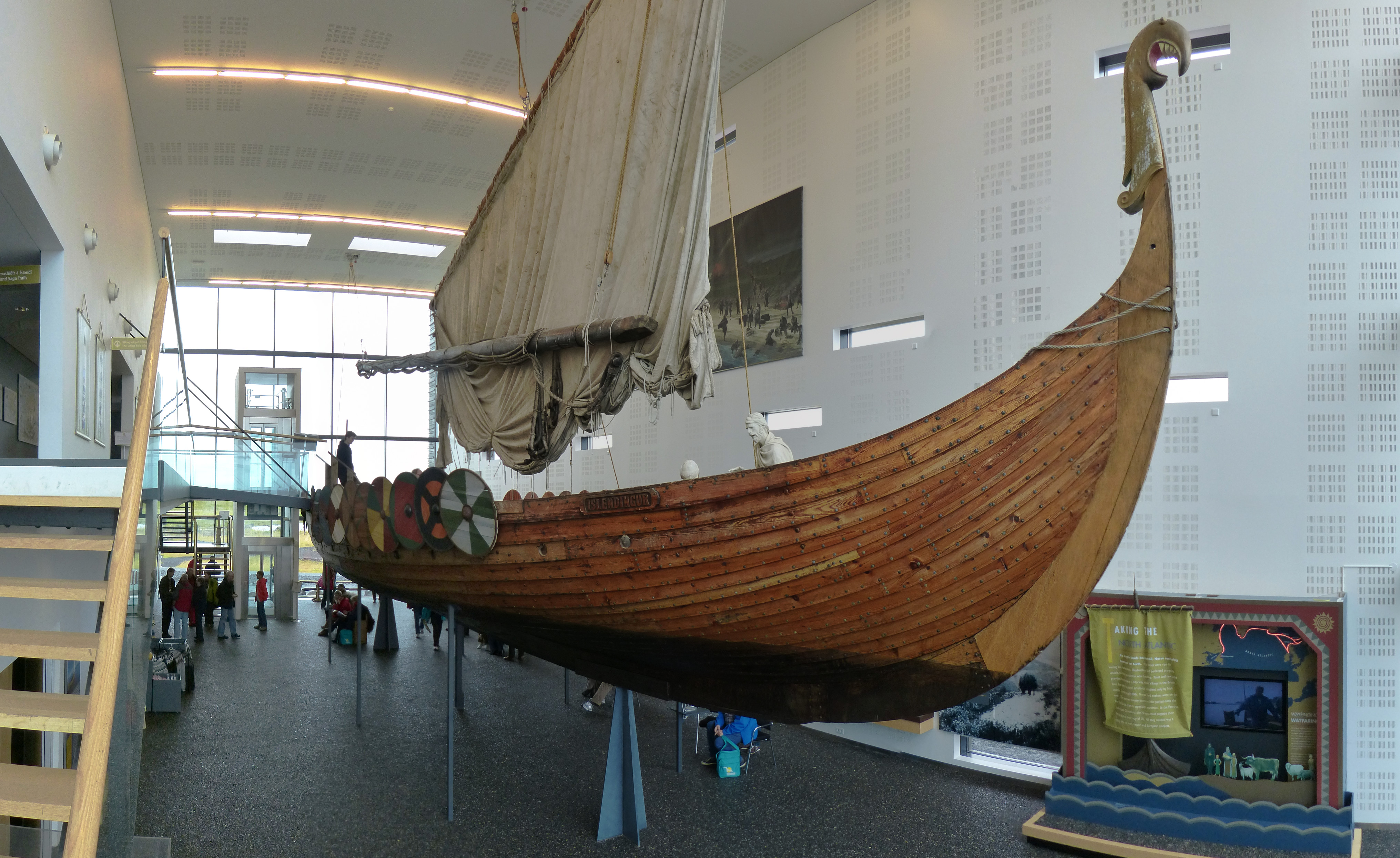

Víkingaheimar of Viking World is een museum over de Vikingen in het IJslandse Njarðvík.
Het museum omvat het schip Íslendingur, een replica  van een Gokstad-vikingschip die in 2000 naar L'Anse aux Meadows op Newfoundland voer ter gelegenheid van de 1000ste verjaardag van de reis van Leif Eriksson. In het museum staat ook de tentoonstelling Vikings—The North Atlantic Saga van de Smithsonian Institution opgesteld.